# Niulakita
Niulakita – najmniejsza wyspa koralowa (dystrykt, okręg) Tuvalu. W 2002 roku na wyspie mieszkało 35 osób. Europejczycy odkryli atol 29 sierpnia 1595 roku. Ponowne odkrycie wyspy nastąpiło 6 listopada 1821 roku. Wówczas Niulakitę zlokalizował statek dowodzony przez George'a Barretta.
Spośród wszystkich wysp archipelagu Tuvalu Niulakita jest położona najwyżej nad powierzchnią oceanu. Występuje na niej bujna roślinność i żyzne gleby, a w obrębie rafy koralowej biała piaszczysta plaża. Wyspa do XX wieku nie była zamieszkana. W XIX wieku wydobywano na niej guano, a później założono plantację kopry. Pierwsza osada została założona w 1949 roku przez obywateli Tuvalu z Niutao. Obecnie jednak populacja wyspy nie jest stała, ponieważ mieszkańcy swobodnie przemieszczają się pomiędzy Niutao a Niulakita.
Na atolu znajduje się jedna szkoła podstawowa (Lotoalofa Primary School) i jedno przedszkole (Niulakita Pre-School) (stan na 2014 rok).